# Kachak

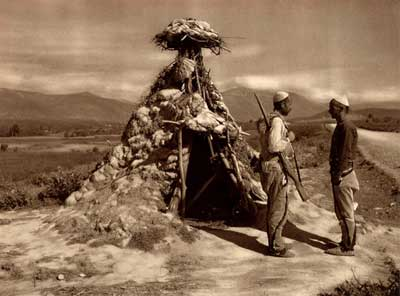
Rebelles albanais du Kosovo (Kachaks) dans les années 1920 contrôlant une route au Kosovo.

Le kachak est une unité de guérilla d'Albanais qui a combattu au Kosovo contre les Serbes après la Première Guerre mondiale.